# Gouvernement Ahoomey-Zunu I
Pour les articles homonymes, voir Gouvernement Kwesi Ahoomey–Zunu.
Quatrième République
Houngbo II Kwesi Ahoomey–Zunu II
À la suite de la démission de Gilbert Houngbo le 11 juillet 2012, Arthème Ahoomey-Zunu, ministre du Commerce et de la Promotion du secteur privé dans le gouvernement de celui-ci, est désormais son prédécesseur a été nommé premier ministre par le président de la République togolaise Faure Gnassingbé.

## Composition
M. Arthème Ahoomey-Zunu, Premier ministre, chef du Gouvernement

### Ministre d'État
- M. Solitoki Magnim Esso, ministre des Enseignements primaire, secondaire et de l'alphabétisation
- M. Eliott Ohin, ministre des Affaires étrangères et de la Coopération

### Ministre
- Adji Otèth Ayassor, Ministre de l'Économie et des Finances
- Victoire Sidémého Tomégah-Dogbé, Ministre du Développement à la base, de l'Artisanat, de la Jeunesse et de l'Emploi des jeunes
- Charles Kondi Agba, Ministre de la santé
- Octave Nicoué Broohm, Ministre de l'Enseignement supérieur et de la Recherche
- Gilbert Bawara, Ministre de l'Administration territoriale, de la Décentralisation et des Collectivités locales
- Tchitchao Tchalim, Garde des sceaux, Ministre de la Justice
- Dammipi Noupokou,  Ministre des Transports
- Me Yacoubou Hamadou, Ministre du Travail, de l'Emploi et de la Sécurité sociale
- Ninsao Gnofam, Ministre des Travaux publics
- Hamadou Brim Bouraïma-Diabacte, Ministre de l'Enseignement technique et de la Formation professionnelle
- Cina Lawson, Ministre des Postes et Télécommunications
- Bernadette Essossimna Legzim-Balouki, Ministre du Commerce et de la Promotion du secteur privé
- François Agbéviadé Galley, Ministre de l'Industrie, de la Zone franche et des Innovations technologiques
- Col. Damehane Yark, Ministre de la Sécurité et de la Protection civile
- Dédé Ahoéfa Ekoue, Ministre de l'Environnement et des Ressources forestières
- Padumhèkou Tchao, Ministre du Tourisme
- Afi Ntifa Amenyo, Ministre de l'Action sociale et de la Solidarité nationale
- Léonardina Rita Doris Wilson de Souza, Ministre des Droits de l'Homme, de la Consolidation de la Démocratie et de la Formation civique
- Kokou Dzifa Adjeoda, Ministre de la Fonction publique et de la Réforme administrative
- Bakalawa Fofana, Ministre des Sports et des Loisirs
- Kokou Semodji, Ministre auprès du Président de la République, chargée de la Planification, du Développement et de l'Aménagement du territoire
- Patricia Dagban-Zonvidé, Ministre de la Promotion de la Femme
- Col. Ouro Koura Agadazi, Ministre de l'Agriculture, de l'Élevage et de la Pêche
- Komlan Nunyabu, Ministre de l'Urbanisme et de l'Habitat
- Me Fiatuwo Kwadjo Sessenou, Ministre des Arts et de la Culture
- Djimon Oré, Ministre de la Communication
- M. Bissoune Nabagou, Ministre de l'Eau, de l'Assainissement et de l'Hydraulique villageoise
- M. Gourdigou Kolani, Ministre délégué auprès du ministre de l'Agriculture, de l'Élevage et de la Pêche, chargé des Infrastructures rurales